# Filactèria
|  | No s'ha de confondre amb filacteri, l'element artístic utilitzat pels artistes medievals i renaixentistes. |

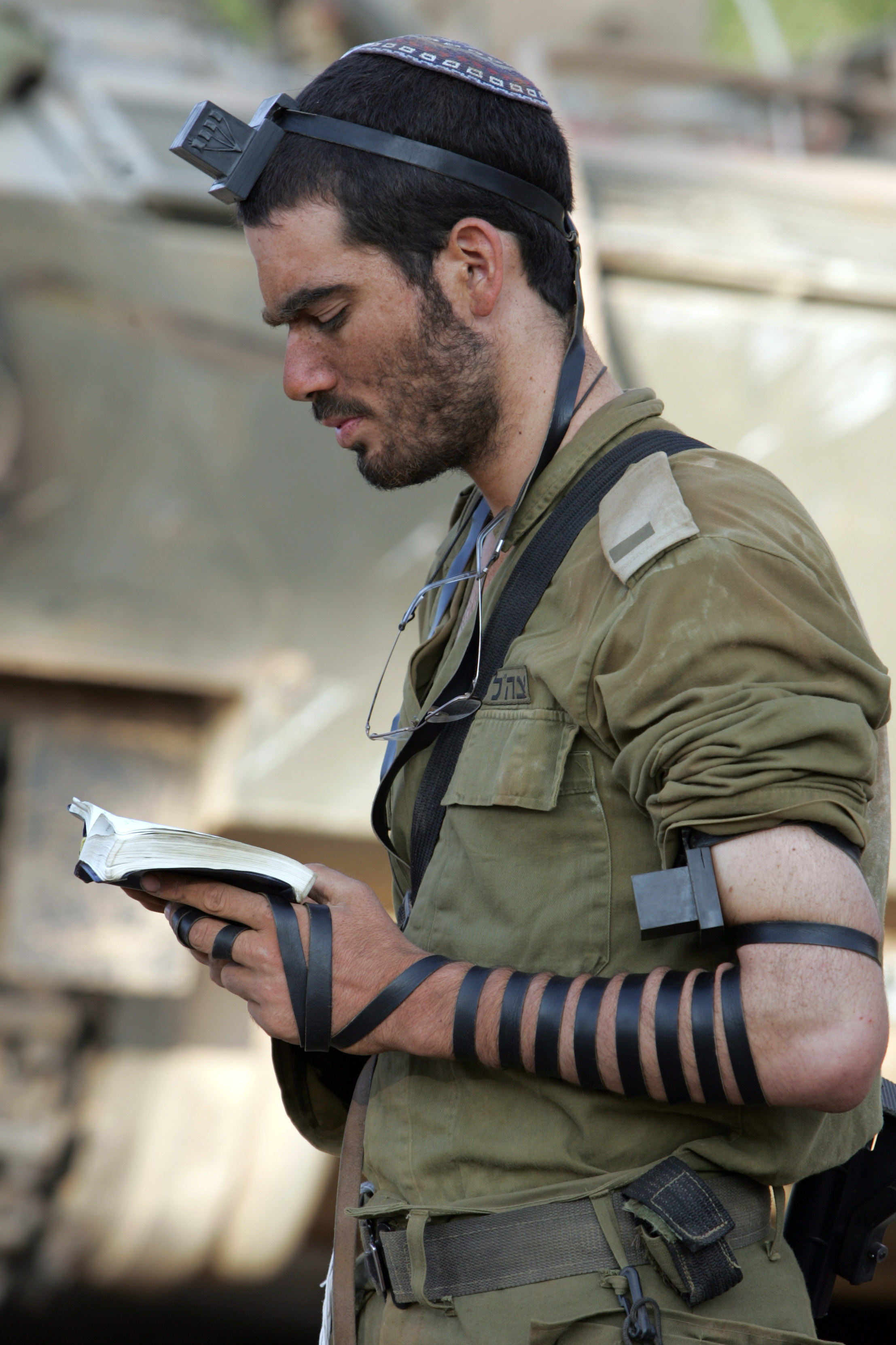
Soldat israelià, Asael Lubotzky, pregant amb filactèria

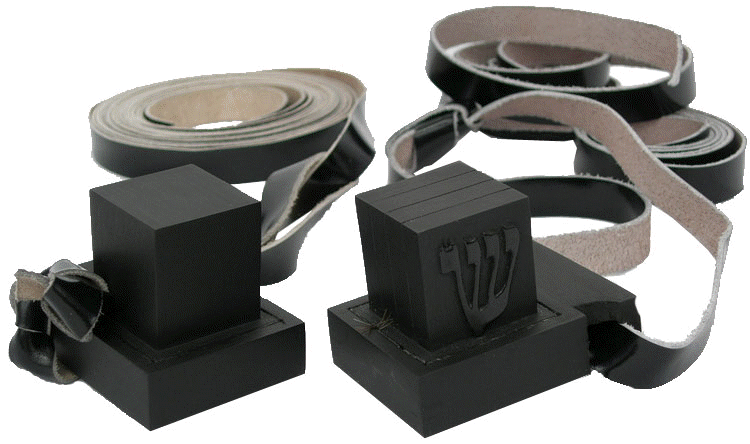
Joc de filactèria que inclou el del braç (esquerra) i el del cap

La filactèria o filacteri (hebreu: תפילין, tefil·lín‎) és el nom amb què es denomina a uns petits embolcalls o capsetes de cuir on es troben o guarden passatges de les Escriptures escrits sobre petits rotlles. Els jueus no fan servir el nom de «filactèria», ja que el seu significat original (‘amulet’) es considera idolatria, prohibida en aquesta religió.
Una de les corretges es lliga sobre el braç (habitualment l'esquerre) donant set voltes al mateix i l'altra es col·loca sobre el cap. Segons Halacà, els barons jueus a partir dels tretze anys se'ls han de col·locar diàriament, a excepció del Sàbat i altres festivitats jueves.
La tradició les relaciona amb determinats passatges de l'Èxode i el Deuteronomi a la Torà en les quals ha-Xem exigeix als jueus que portin les seves paraules com a record de la fugida d'Egipte:
1. «⁹ Et serà com un distintiu a la mà, com un record entre els ulls, perquè tinguis als llavis la llei del Senyor, que amb mà forta et va fer sortir d'Egipte. ¹⁰ Observa cada any aquesta institució el dia fixat».［Ex 13:9-10］
2. «¹⁶ Et serà com un distintiu a la mà, com una marca entre els ulls, per a recordar que el Senyor, amb mà forta, et va fer sortir d'Egipte».［Ex 13:16］
3. «6 Grava en el teu cor les paraules dels manaments que avui et dono. (…) 8 Lliga-te-les a la mà com un distintiu, porta-les com una marca entre els ulls».［Dt 6:6-8］
4. «18 Graveu, doncs, en el vostre cor i en la vostra ànima les paraules dels meus manaments: lligueu-vos-les a la mà com un distintiu, porteu-les com una marca entre els ulls».［Dt 11:18］

Al Nou Testament són esmentats, ja amb el nom de filactèria, a Mt 23:5: «5 En tot actuen per fer-se veure de la gent: s'eixamplen les filactèries i s'allarguen les borles del mantell».